# ریویچی ایمامورا
ریویچی ایمامورا (انگلیسی: Ryoichi Imamura؛ زادهٔ ۸ مهٔ ۲۰۰۰) بازیکن فوتبال اهل ژاپن است.
از باشگاه‌هایی که در آن بازی کرده‌است می‌توان به باشگاه فوتبال توکیو اشاره کرد.